# Isola Vollmer
L'isola Vollmer  è un'isola rocciosa della Terra di Marie Byrd, in Antartide. L'isola, che è completamente ricoperta dai ghiacci e che si estende in direzione nord/sud per circa 20 km, è situata in particolare nella parte della Terra di Marie Byrd che si sovrappone alla parte nord-orientale della Dipendenza di Ross, dove fa parte dell'arcipelago Marshall; come le altre isole di questo arcipelago, si trova davanti alla costa di Saunders, all'interno della baia di Sulzberger, di cui costituisce il confine orientale, dove è quasi completamente circondata dai ghiacci della piattaforma glaciale Sulzberger e dove giace poco a nord dell'isola Cronenwett.

## Storia
L'isola Vollmer fu osservata per la prima volta durante ricognizioni aeree effettuate nel corso della prima spedizione antartica comandata dall'ammiraglio Richard Evelyn Byrd e svoltasi nel 1928-30, e fu infine completamente mappata dai cartografi dello United States Geological Survey grazie a fotografie scattate dalla marina militare statunitense (USN) durante ricognizioni aeree effettuate nel periodo 1959-65. La formazione è stata poi così battezzata dal comitato consultivo dei nomi antartici in onore del tenente della USN T. H. Vollmer, ufficiale ingegnere a bordo della USS Glacier durante una ricognizione della costa effettuata nel 1961-62.